# Дирментобе
Дирментобе (каз. Диірментөбе) — станция в Кармакшинском районе Кызылординской области Казахстана. Входит в состав Жосалинского сельского округа. Расположена на правом берегу реки Сырдарья в 50 км северо-западнее районного центра (село Жосалы) и в 20 км от города Байконур. Рядом проходит автодорога М-32 Самара — Шымкент. Код КАТО — 434630200.
С 1962 года и до начала 1990-х годов в южной части села дислоцировалась 2-я рота отдельного эксплуатационно-ремонтного батальона (войсковая часть 11953) — речной и подземный водозаборы для площадок «восточного фланга» космодрома Байконур.
В 1945 году на станции родился Бакберген Сарсенович Досманбетов — экономист и государственный деятель.

## Население
В 1999 году население станции составляло 129 человек (66 мужчин и 63 женщины). По данным переписи 2009 года, в населённом пункте проживало 135 человек (72 мужчины и 63 женщины).